# 圓町車站
圓町車站（日语：／ Emmachi eki */?）是由西日本旅客鐵道（JR西日本）所經營的鐵路車站，位於日本京都府京都市中京區境內，是山陰本線（嵯峨野線）沿線車站之一。隸屬於JR西日本京都支社管轄範圍，是2000年時配合二條—花園之間的山陰本線複線化工程完工而設置的新車站。

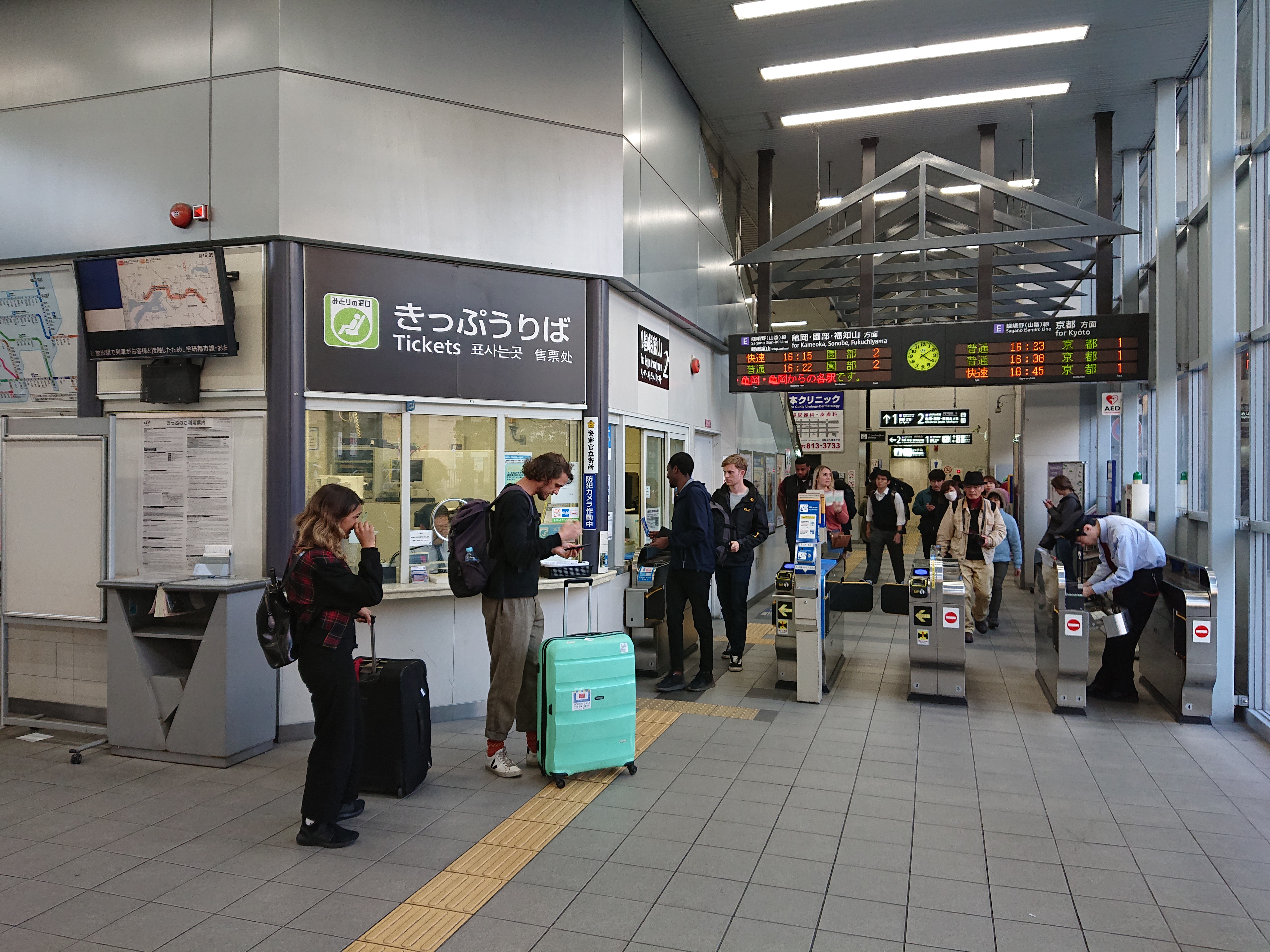
驗票口（2019年11月）

## 車站
本站為島式月台1面2線的高架車站。與前後路段的複線化同時開業。閘口位於地面，月台位於2樓。地面與月台以升降機、上行扶手電梯與2條樓梯連絡。

### 月台配置
| 月台 | 路線     | 方向 | 目的地                 |
| ---- | -------- | ---- | ---------------------- |
| 1    | 嵯峨野線 | 上行 | 二條、京都方向         |
| 2    | 嵯峨野線 | 下行 | 龜岡、園部、福知山方向 |

## 使用情況
1日平均上車人次如下表。
| 年度   | 1日平均 上車人次 |
| ------ | ---------------- |
| 2000年 | 3,407            |
| 2001年 | 4,866            |
| 2002年 | 5,896            |
| 2003年 | 6,644            |
| 2004年 | 6,896            |
| 2005年 | 7,044            |
| 2006年 | 6,997            |
| 2007年 | 6,849            |
| 2008年 | 6,696            |
| 2009年 | 6,693            |
| 2010年 | 7,055            |
| 2011年 | 7,309            |
| 2012年 | 7,589            |
| 2013年 | 8,074            |
| 2014年 | 8,175            |
| 2015年 | 8,503            |
| 2016年 | 8,611            |
| 2017年 | 8,597            |
| 2018年 | 8,688            |

## 相鄰車站
西日本旅客鐵道
 嵯峨野線（山陰本線）
■快速
二條（JR-E04）－圓町（JR-E05）－嵯峨嵐山（JR-E08）
■普通
二條（JR-E04）－圓町（JR-E05）－花園（JR-E06）

## 外部連結
- 圓町｜車站資訊：JR出門網 - 西日本旅客鐵道